# María Ángela Holguín
María Ángela Holguín Cuéllar (Bogotà, Colòmbia, 13 de novembre de 1963) és una politòloga experta en relacions internacionals. Holguín va coordinar el Cim del Moviment de Països No Alineats (NOAL) el 1995 a Cartagena d'Índies. Va ser secretària general de la cancelleria i viceministra d'exteriors durant el Govern d'Ernesto Samper (1994-1998). Holguín va ser entre els anys 2002 i 2004 ambaixadora de Colòmbia davant Veneçuela, ambaixadora de Colòmbia davant les Nacions Unides (ONU) entre 2004 i 2005 i representant de Colòmbia davant la Corporació Andina de Foment durant el govern del president Álvaro Uribe.
El 2010, el president Juan Manuel Santos la va nomenar canceller o ministra de Relacions Exteriors de Colòmbia. Holguin va prendre possessió al càrrec el 7 d'agost de 2010.